# 西非似牙䱛
西非似牙䱛為輻鰭魚綱鱸形目鱸亞目石首魚科的其中一種，分布東大西洋區，從甘比亞至安哥拉南部海域，棲息深度15-100公尺，體長可達50公分，棲息在沿海泥底質海域，屬肉食性，以蝦子、蠕蟲等為食，可做為食用魚。